# ミクロケラトゥス
ミクロケラトゥス（Microceratus　「小さな角を持ったもの」の意味）は白亜紀後期に現在のアジアに生息していた角竜類恐竜の属の一つである。二足歩行で、前肢が短く、首のフリルとくちばし状の口を持ち、体長2 mほどであった。モンゴルのプシッタコサウルスとともに最初の角竜類の一つである。
タイプ種は "Microceratops" gobiensis であり、1953年にビルエル・ボーリンにより最初の記載が行われた。しかし、この属名はヒメバチ科（トガリヒメバチ亜科（Gelinae））の同名の属によって先取されていた。多くの標本についてはその後グラキリケラトプスに再分類されたものの、タイプ標本については2008年に
オクタビオ・マテウスによりMicroceratusへと改名された。

## 分類
ミクロケラトゥスは角竜類（Ceratopsia　古代ギリシャ語で「角のある顔」の意味）に属しており、この分類群はオウムのようなくちばしを持つ草食動物で、約6600万年前の白亜紀に北アメリカとアジアに生息していた。白亜紀は約6600万年前に終了し、角竜類もこのとき全て絶滅した。

## 食性
ミクロケラトゥスは他の角竜類同様草食であったと推定される。白亜紀においては被子植物の生息地は限られており、これらの恐竜はこの時代に主流であったシダ類、ソテツ類、針葉樹を食べていた可能性が高い。角竜類の鋭いくちばしはこれらの葉を噛み千切るのに使用されていたのだろう。

## 大衆文化での扱い
ミクロケラトゥスはディズニー映画『ダイナソー』やマイケル・クライトンの小説『ジュラシック・パーク』に登場している。

## 関連
- レプトケラトプス
- グラキリケラトプス

## 参照
1. ↑  Mateus, O (2008). “Two ornithischian dinosaurs renamed: Microceratops Bohlin 1953 and Diceratops Lull 1905”. Journal of Paleontology 82 (2):  423. doi:10.1666/07-069.1.

- Barry Cox, Colin Harrison, R.J.G. Savage, and Brian Gardiner. (1999): The Simon & Schuster Encyclopedia of Dinosaurs and Prehistoric Creatures: A Visual Who's Who of Prehistoric Life. pg. 162 Simon & Schuster.
- David Norman . (2001): The Big Book Of Dinosaurs. pg. 317, 318, 319 and 326, Walcome books.